# Лапсли, Энтони
Э́нтони Ла́псли (англ. Anthony Lapsley; род. 13 февраля 1980, Бостон) — американский боец смешанного стиля, представитель средней и полусредней весовых категорий. Выступал на профессиональном уровне в период 2006—2014 годов, известен по участию в турнирах бойцовских организаций UFC, Bellator, KOTC и др. Владел титулом чемпиона KOTC в полусреднем весе.

## Биография
Энтони Лапсли родился 13 февраля 1980 года в Бостоне, штат Массачусетс. Здесь провёл детство, а в возрасте одиннадцати лет переехал на постоянное жительство в Форт-Уэйн, Индиана. Будучи атлетически сложенным подростком, во время учёбы в старшей школе играл в футбол и баскетбол, затем по наставлению тренера начал серьёзно заниматься борьбой, стал чемпионом штата. Продолжал бороться в Университете штата Индиана.

### Начало профессиональной карьеры
Дебютировал в смешанных единоборствах на профессиональном уровне в июне 2006 года, с помощью удушающего приёма заставил своего соперника сдаться в первом же раунде. Дрался на турнирах небольших американских промоушенов, в том числе время от времени выходил в клетку King of the Cage.
Первое в карьере поражение потерпел в марте 2007 года единогласным решением судей от бразильца Карлу Пратера.
В октябре 2007 года на одном из турниров KOTC победил Джейми Джару, однако провалил сделанный после боя допинг-тест — в его пробе были обнаружены следы марихуаны. В итоге Атлетическая комиссия штата Невада отменила результат этого боя. В конечном счёте он всё же стал чемпионом KOTC в полусреднем весе, проведя два поединка с Аароном Уизерспуном — в первом случае бойцы нокаутировали друг друга, во втором случае Лапсли принудил соперника к сдаче и забрал чемпионский пояс себе. Тем не менее, уже в октябре 2008 года лишился титула чемпиона — в последнем пятом раунде поединка с Майком Гаймоном попался в «ручной треугольник» и вынужден был сдаться.

### Bellator Fighting Championships
Имея в послужном списке 14 побед и только четыре поражения, Лапсли привлёк к себе внимание крупной американской организации Bellator Fighting Championships и мае 2009 года благополучно дебютировал здесь, выиграв сдачей у Райана Уильямса.
В 2011 году заменил Стива Карла в гран-при полусредневесов четвёртого сезона Bellator и на стадии четвертьфиналов встретился Джеем Хироном. Результат боя получился достаточно спорным, рефери Джош Розентал ошибочно посчитал, что Лапсли потерял сознание от удушающего приёма и засчитал ему техническую сдачу.

### Ultimate Fighting Championship
В октябре 2013 года стало известно, что Энтони Лапсли подписал контракт с крупнейшей бойцовской организацией мира Ultimate Fighting Championship. Уже в ноябре он впервые вышел в октагон UFC, но единогласным решением судей уступил Джейсону Хаю.
Второй поединок в UFC провёл в мае 2014 года против россиянина Альберта Туменова, в первом раунде оказался в нокауте, и на этом его сотрудничество с организацией подошло к концу. С тех пор Лапсли больше не проводил боёв по ММА.

## Статистика в профессиональном ММА
| Боёв 33         | Побед 24 | Поражений 7 |
| --------------- | -------- | ----------- |
| Нокаутом        | 3        | 1           |
| Сдачей          | 16       | 4           |
| Решением        | 5        | 2           |
| Не состоявшихся | 2        | 2           |

| Результат    | Рекорд   | Соперник                  | Способ                             | Турнир                                      | Дата            | Раунд | Время | Место              | Примечание                                       |
| ------------ | -------- | ------------------------- | ---------------------------------- | ------------------------------------------- | --------------- | ----- | ----- | ------------------ | ------------------------------------------------ |
| Поражение    | 23-7 (2) | Альберт Туменов           | KO (удар рукой)                    | UFC Fight Night: Brown vs. Silva            | 10 мая 2014     | 1     | 3:56  | Цинциннати, США    | Лапсли не сделал вес.                            |
| Поражение    | 23-6 (2) | Джейсон Хай               | Единогласное решение               | UFC 167                                     | 16 ноября 2013  | 3     | 5:00  | Лас-Вегас, США     |                                                  |
| Победа       | 23-5 (2) | Джон Тройер               | Единогласное решение               | MMA Xtreme: Fists Will Fly                  | 24 августа 2013 | 3     | 5:00  | Эвансвилл, США     |                                                  |
| Победа       | 22-5 (2) | Джеральд Мирсчерт         | Сдача (удушение сзади)             | Rocktagon MMA: Elite Series 23              | 19 января 2013  | 1     | 1:51  | Кливленд, США      | Бой в промежуточном весе 79,4 кг.                |
| Победа       | 21-5 (2) | Тони Паркер               | Сдача (удушение сзади)             | International Combat Entertainment 55       | 8 сентября 2012 | 1     | 2:43  | Дейтон, США        | Бой в среднем весе.                              |
| Победа       | 20-5 (2) | Дэниел Хед                | Единогласное решение               | Colosseum Combat 18                         | 15 октября 2011 | 3     | 5:00  | Кокомо, США        |                                                  |
| Победа       | 19-5 (2) | Джон Кеннеди              | Сдача (скручивание пятки)          | Extreme Challenge 191                       | 26 августа 2011 | 1     | 1:32  | Беттендорф, США    |                                                  |
| Поражение    | 18-5 (2) | Джей Хирон                | Техническая сдача (удушение сзади) | Bellator 35                                 | 5 марта 2011    | 1     | 3:39  | Лемор, США         | Четвертьфинал гран-при полусреднего веса.        |
| Победа       | 18-4 (2) | Тед Уортингтон            | Сдача (удушение сзади)             | IFC: Extreme Challenge                      | 10 июля 2010    | 2     | 2:08  | Маунт-Плезант, США |                                                  |
| Победа       | 17-4 (2) | Фредерик Беллетон         | Сдача (рычаг колена)               | Moosin: God of Martial Arts                 | 21 мая 2010     | 1     | 0:59  | Вустер, США        | Бой в среднем весе.                              |
| Победа       | 16-4 (2) | Дейв Мьюборн              | Единогласное решение               | Fury Fight Promotions: The Storm            | 20 марта 2010   | 3     | 5:00  | Норт-Чарлстон, США |                                                  |
| Победа       | 15-4 (2) | Райан Уильямс             | Сдача (удушение сзади)             | Bellator 7                                  | 15 мая 2009     | 2     | 4:22  | Чикаго, США        |                                                  |
| Поражение    | 14-4 (2) | Майк Гаймон               | Сдача (треугольник руками)         | KOTC: Prowler                               | 11 декабря 2008 | 5     | 3:37  | Хайленд, США       | Лишился титула чемпиона KOTC в полусреднем весе. |
| Победа       | 14-3 (2) | Майк Стампф               | Решение большинства                | ShoXC: Elite Challenger Series              | 10 октября 2008 | 3     | 5:00  | Хаммонд, США       |                                                  |
| Победа       | 13-3 (2) | Аарон Уизерспун           | Сдача (узел руки)                  | KOTC: Bio Hazard                            | 14 августа 2008 | 1     | 1:34  | Хайленд, США       | Выиграл титул чемпиона KOTC в полусреднем весе.  |
| Не состоялся | 12-3 (2) | Аарон Уизерспун           | Обоюдный нокаут                    | KOTC: Opposing Force                        | 15 мая 2008     | 2     | 0:18  | Хайленд, США       | Бой за титул чемпиона KOTC в полусреднем весе.   |
| Победа       | 12-3 (1) | Тайлер Стинсон            | Сдача (треугольник)                | Midwest Cage Combat                         | 2 ноября 2007   | 2     | 3:39  | Уичито, США        |                                                  |
| Не состоялся | 11-3 (1) | Джейми Джара              | Результат отменён                  | KOTC: Arch Rivals                           | 27 октября 2007 | 2     | 1:17  | Рино, США          | Лапсли провалил допинг-тест.                     |
| Поражение    | 11-3     | Дрю Фикетт                | Сдача (удушение сзади)             | HDNet Fights 1                              | 13 октября 2007 | 1     | 3:55  | Даллас, США        |                                                  |
| Победа       | 11-2     | Брент Уидман              | TKO (остановлен врачом)            | United Fight League                         | 11 августа 2007 | 1     | 3:24  | Индианаполис, США  |                                                  |
| Поражение    | 10-2     | Джон Малоу                | Техническая сдача (рычаг локтя)    | Ultimate Warrior Challenge                  | 30 июня 2007    | 3     | 3:38  | Джэксонвилл, США   |                                                  |
| Победа       | 10-1     | Дэвид Гарднер             | Единогласное решение               | World Cage Fighting 1                       | 23 июня 2007    | 3     | 5:00  | Саутавен, США      |                                                  |
| Победа       | 9-1      | Кайл Гиббонс              | Сдача (треугольник)                | LOF 18: Pole Position                       | 25 мая 2007     | 1     | 2:45  | Индианаполис, США  |                                                  |
| Победа       | 8-1      | Андре Луис Новоэс Пимента | Сдача (треугольник)                | IMMAC 2: Attack                             | 21 апреля 2007  | 1     | 2:15  | Чикаго, США        |                                                  |
| Победа       | 7-1      | Джош Хикенботтом          | Сдача (рычаг локтя)                | FCFS 9: Battlefield                         | 24 марта 2007   | 1     | 0:48  | Мерриллвиль, США   |                                                  |
| Поражение    | 6-1      | Карлу Пратер              | Единогласное решение               | Art of War 1                                | 9 марта 2007    | 3     | 5:00  | Даллас, США        |                                                  |
| Победа       | 6-0      | Джон Малоу                | Сдача (треугольник)                | KOTC: Mass Destruction                      | 26 января 2007  | 1     | N/A   | Маунт-Плезант, США |                                                  |
| Победа       | 5-0      | Тревис Барнетт            | Сдача (рычаг локтя)                | FCFS 6: Redemption                          | 5 января 2007   | 1     | 1:28  | Форт-Уэйн, США     |                                                  |
| Победа       | 4-0      | Даг Спаркс                | TKO (удары руками)                 | Extreme Combat Challenge: Season’s Beatings | 16 декабря 2006 | 2     | 1:59  | Манси, США         |                                                  |
| Победа       | 3-0      | Рок Уайлер                | Сдача (удушение сзади)             | FCFS 4: Damage Control                      | 19 ноября 2006  | 1     | 0:49  | Оберн, США         |                                                  |
| Победа       | 2-0      | Курт Би                   | TKO (удары руками)                 | KOTC: Meltdown                              | 7 октября 2006  | 2     | 1:34  | Индианаполис, США  |                                                  |
| Победа       | 1-0      | Дейв Моррис               | Сдача (удушение)                   | Kombat Zone 5                               | 12 июня 2006    | 1     | 4:32  | Форт-Уэйн, США     |                                                  |